# Nguyễn Đức Long
 Nguyễn Đức Long (sinh năm 1959) là một chính khách Việt Nam. Ông nguyên là Ủy viên Ban Thường vụ Tỉnh ủy, Phó Bí thư Tỉnh ủy, Chủ tịch Ủy ban nhân dân tỉnh Quảng Ninh khóa XIII, nhiệm kỳ 2016–2021.

## Lý lịch và học vấn
Nguyễn Đức Long sinh ngày 10 tháng 4 năm 1959, quê quán: phường Hồng Phong, thành phố Đông Triều, tỉnh Quảng Ninh.
Trình độ chuyên môn: Kỹ sư điện Khí hóa Xí nghiệp (Chính quy), Cử nhân Kinh tế.
Trình độ lý luận chính trị: Cử nhân.

## Sự nghiệp
Từ tháng 3/1982 - tháng 3/1988: Cán bộ Kỹ thuật, Phó trưởng phòng Kỹ thuật, Phó trưởng Phòng Kế hoạch điều độ, Phó Bí thư Đoàn, Bí thư Đoàn Xí nghiệp Đóng tàu Hạ Long - Quảng Ninh.
Từ tháng 4/1988 - tháng 5/1992: Phó Giám đốc Xí nghiệp đóng tàu Hạ Long - Phó bí thư Đảng ủy Xí nghiệp đóng tàu Hạ Long - Quảng Ninh.
Từ tháng 4/1992 - tháng 3/1997: Phó Bí thư Đảng ủy, Giám đốc Xí nghiệp Phà Quảng Ninh. Tháng 4/1994 được bổ sung Thành ủy viên thành phố Hạ Long.
Từ tháng 4/1997 - tháng 7/2003: Phó Giám đốc Sở Công nghiệp - Thủ công nghiệp Quảng Ninh (Nay là Sở Công thương tỉnh Quảng Ninh).
Từ tháng 7/2003 - tháng 6/2008: Tỉnh ủy viên, Phó Chủ tịch Thường trực, Chủ tịch Liên đoàn lao động tỉnh, Bí thư Đảng đoàn Liên đoàn lao động tỉnh; Đảng ủy viên Đảng bộ Cơ quan Dân chính Đảng tỉnh Quảng Ninh, Ủy viên Ban Chấp hành Tổng Liên đoàn Lao động Việt Nam.
Từ tháng 7/2008 - tháng 9/2010: Ủy viên Ban Thường vụ Tỉnh ủy, Bí thư Thành ủy Hạ Long, tỉnh Quảng Ninh.
Ngày 20 tháng 6 năm 2011, ông Nguyễn Đức Long, Phó Bí thư Tỉnh ủy, được bầu làm Chủ tịch HĐND tỉnh; ông Nguyễn Như Hiền, Bí thư Thị ủy Cẩm Phả, được bầu làm Phó Chủ tịch HĐND tỉnh.
Sáng ngày 20/4/2015, tại kỳ họp thứ 20, Hội đồng nhân dân tỉnh Quảng Ninh khóa XII, đã bầu Nguyễn Đức Long giữ chức vụ Chủ tịch Ủy ban nhân dân tỉnh Quảng Ninh – nhiệm kỳ 2011-2016 với số phiếu bầu đạt 94,1%.
Sáng ngày 16/6/2016, tại kỳ họp thứ nhất, Hội đồng nhân dân tỉnh Quảng Ninh khóa XIII, nhiệm kỳ 2016-2021, Nguyễn Đức Long đã tái đắc cử chức danh Chủ tịch Ủy ban nhân dân tỉnh Quảng Ninh nhiệm kỳ 2016-2021 với tỉ lệ phiếu bầu 100%.